# 메인 페니

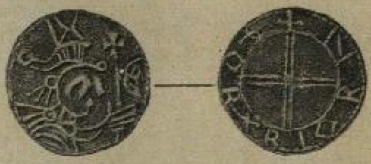
메인 페니 유사 동전

메인 페니(영어: Maine penny)는 미국 메인주의 블루 힐에서 발견된 2만 여개의 노르웨이제 은화들이다. 11세기에 제작된 것으로 추정되는 이 은화는 바이킹과 관련된 유물로 여겨지고 있으며, 빈란드에 대한 전설과도 관련이 있다고 여겨지나, 확실하지는 않다.